# Marisca Kouwenhoven
Marisca Kouwenhoven (5 januari 1976) is een Nederlandse schaakster met een FIDE-rating van 2065 in 2016. Ze is een FIDE-meester bij de vrouwen (WFM).  In 1993 deed ze mee met het jeugdkampioenschap van Nederland,  waarbij ze als beste meisje 6 punten haalde. Ook heeft ze een aantal keren meegedaan aan het Europees schaakkampioenschap jeugd. In 1995 werd ze Nederlands schaakkampioen bij de dames.
Marisca Kouwenhoven woont in Delft. Om in beweging te blijven beoefent ze ook jiu-jitsu.

## Openingen
Marisca opent overwegend met 1.e4 en speelt na 1. ..., e5 het Italiaans en na 1. ..., c5 het Siciliaans. Opent haar tegenstander met 1.e4 dan antwoordt ze meestal met 1. ..., c5. 